# Санта-Крус (Виргинские острова)
Са́нта-Крус (исп. Santa Cruz), или Сен-Круа (фр. и англ. Saint Croix /ˌseɪnt ˈkrɔɪ/) — остров в Карибском море, округ и район Американских Виргинских островов, неинкорпорированной территории США.

## История

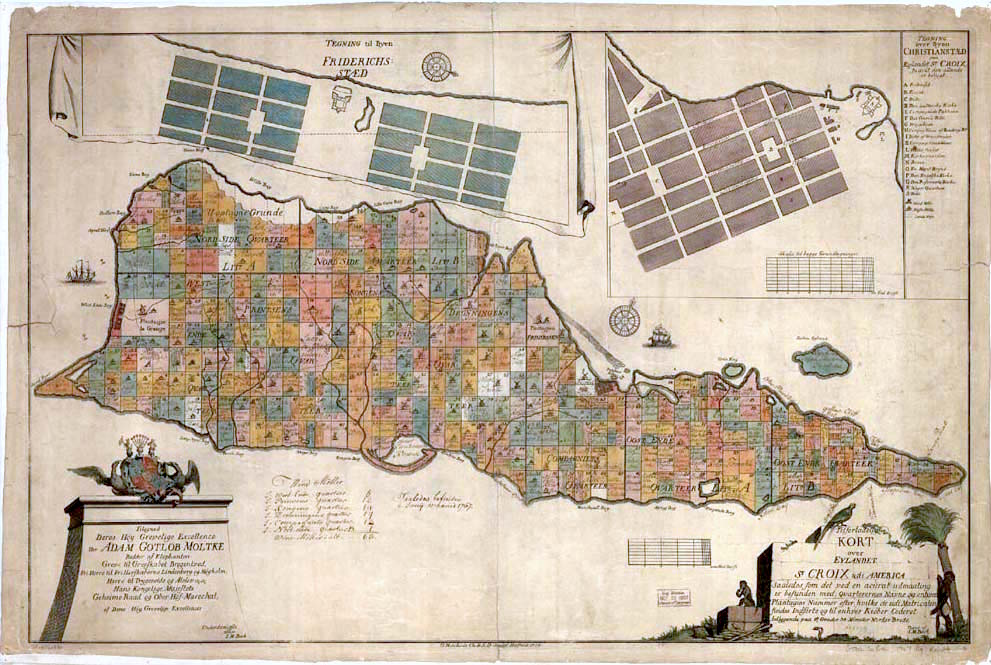
Датская карта острова, 1754 год

Первым из европейцев остров посетил Христофор Колумб 14 ноября 1493 года во время своего второго похода в Новый Свет. Колумб назвал остров Санта-Крус, объявив его собственностью испанской короны. К тому времени основными обитателями острова были карибы, называвшие остров Ай-Ай. Столкновение между людьми Колумба и карибами стало первым конфликтом между коренными жителями Нового Света и европейцами. С момента открытия контроль над островом переходил от одного европейского государства к другому, включая Испанию, Нидерланды (1642—1645), Великобританию (1645—1650), Мальтийский орден (1650—1665) и Францию (1665—1733). Датчане, основавшие колонии на близлежащих островах Сент-Томас и Сент-Джон, приобрели остров у французов в 1733 году, расширив таким образом свои Вест-Индские территории. К середине XVIII века на острове проживало около 2000 белых поселенцев и до 20 000 чернокожих рабов, занятых работами на плантациях.
В силу того, что к началу XIX века Дания являлась союзницей наполеоновской Франции, Датская Вест-Индия подвергалась периодическим вторжениям со стороны Великобритании. Первое произошло в марте 1801 года, оккупация продлилась до апреля 1802 года. Второе вторжение случилось в декабре 1807 года и продлилось до 1815 года, после чего управление над островами вновь было передано Дании. В обоих случаях вторжения происходили бескровно, так как датчане не оказывали никакого сопротивления.
Санта-Крус перешёл во владение США в 1917 году по договору, согласно которому Дания передала США все острова Датской Вест-Индии в обмен на сумму 25 000 000 долларов золотом. В ходе национального референдума 1916 года жители Дании одобрили сделку, отдав 64,2 % голосов за продажу Датской Вест-Индии. Неофициальный референдум того же года, проведённый среди жителей островов, закончился с результатом 99,83 % также в пользу сделки.

## Административное деление

Административное деление

Санта-Крус состоит из следующих районов (в скобках население на 2010 год):
1. Кристианстед (2626)
2. Фредерикстед (3091)
3. Ист-Энд (2453)
4. Нортсентрал (4977)
5. Нортвест (4863)
6. Сион-Фарм (13 003)
7. Саутсентрал (8049)
8. Саутвест (7498)
9. Аннас-Хоуп-Вилидж (4041)

## Население
Согласно переписи населения США за 2010 год, на острове проживало 50 601 человек.

## Экономика

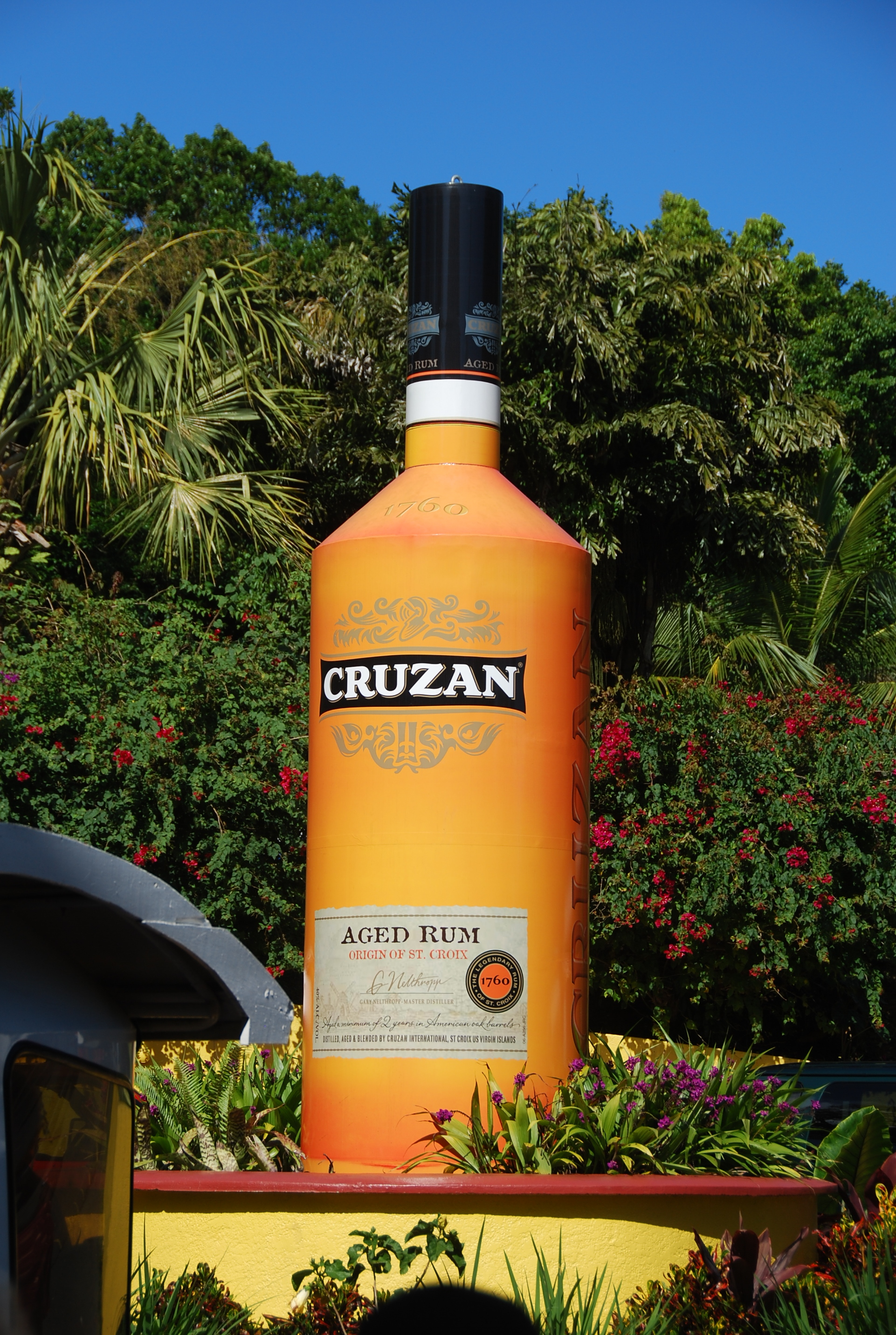
Ром Cruzan

До середины XX века основу экономики острова составляло сельское хозяйство (в частности, производство тростникового сахара). Однако к середине 1960-х приоритеты поменялись в сторону индустриализации и туризма. Так, революция 1959 года на Кубе способствовала значительному перераспределению потока американских туристов и формированию Американских Виргинских островов как туристического центра. На острове был построен крупнейший в регионе нефтеперерабатывающий завод, на котором производилась перегонка нефти из Венесуэлы. Санта-Крус также известен производством местного рома под торговой маркой Cruzan. По сравнению с островами Сент-Томас и Сент-Джон, туризм на Санта-Крусе менее развит, но, тем не менее, формирует значительную часть экономики острова.

## Транспорт
На острове имеется развитая сеть дорог. Публичный транспорт представлен автобусами и такси. Как и на всех Американских Виргинских Островах, движение на Санта-Крусе левостороннее. Однако весь автотранспорт оборудован левосторонним рулём, что не соответствует правилам левостороннего и правостороннего движения. Санта-Крус имеет свой международный аэропорт.

## Достопримечательности
- Монумент тысячелетия, Point Udall. Обозначает самую восточную точку США.[9]
- Национальный исторический парк и экологический заповедник Солт-Ривер-Бей.[10]
- Национальный исторический объект Кристианстед.[11]

## Известные уроженцы
- Адольф Людвиг Густав Фредрик Альберт Бадин (настоящее имя Couchi или Couschi, 1747 или 1750—1822) — шведский политик, вывезен с Санта-Крус в качестве раба, затем — мемуарист, дворецкий и камергер королевы Швеции Луизы Ульрики, а затем принцессы Софьи Альбертины Шведской[англ.].
- Тим Данкан — известный баскетболист.

## Галерея

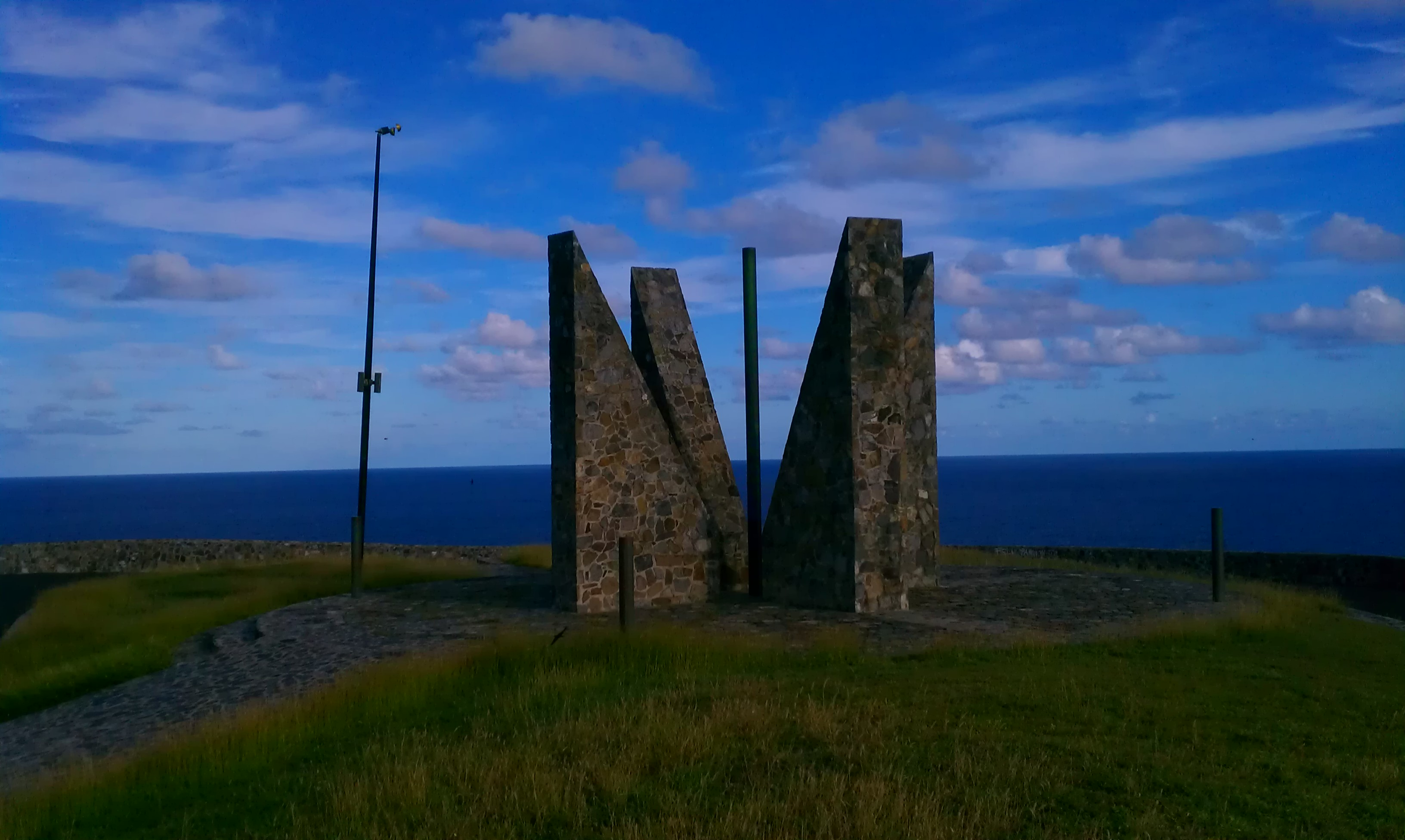
Монумент тысячелетия, Point Udall
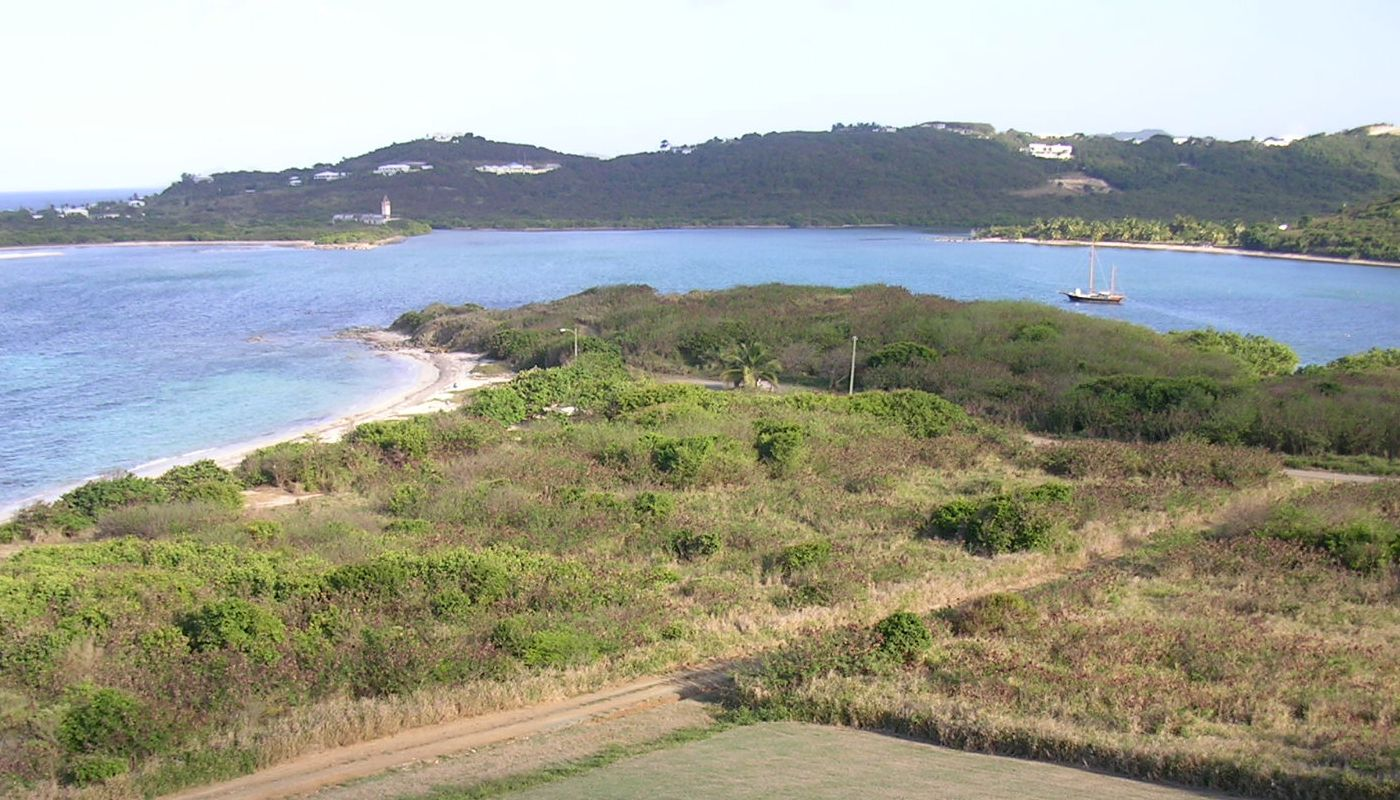
Вид на Солт-Ривер-Бей
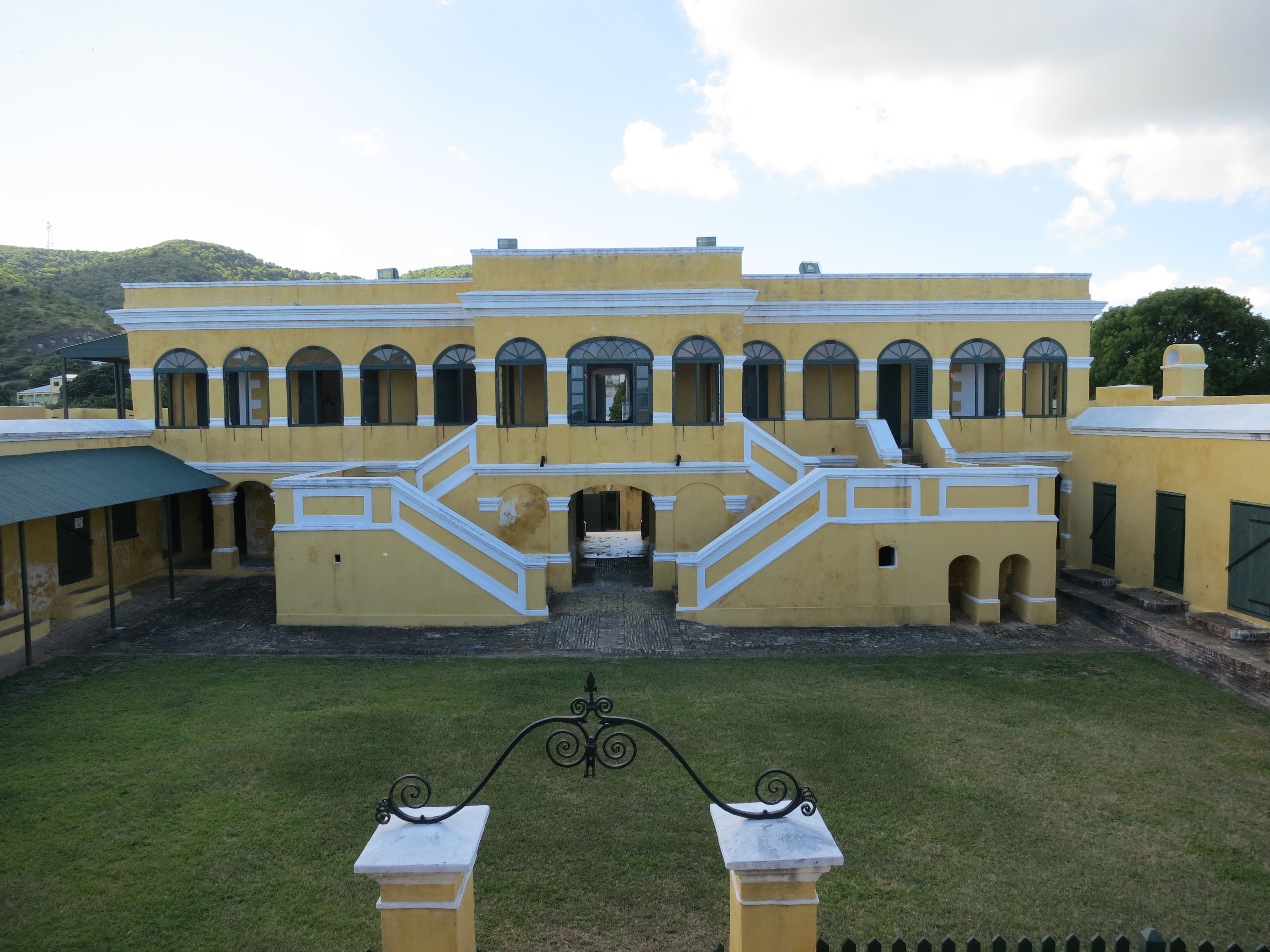
Форт Кристианстед
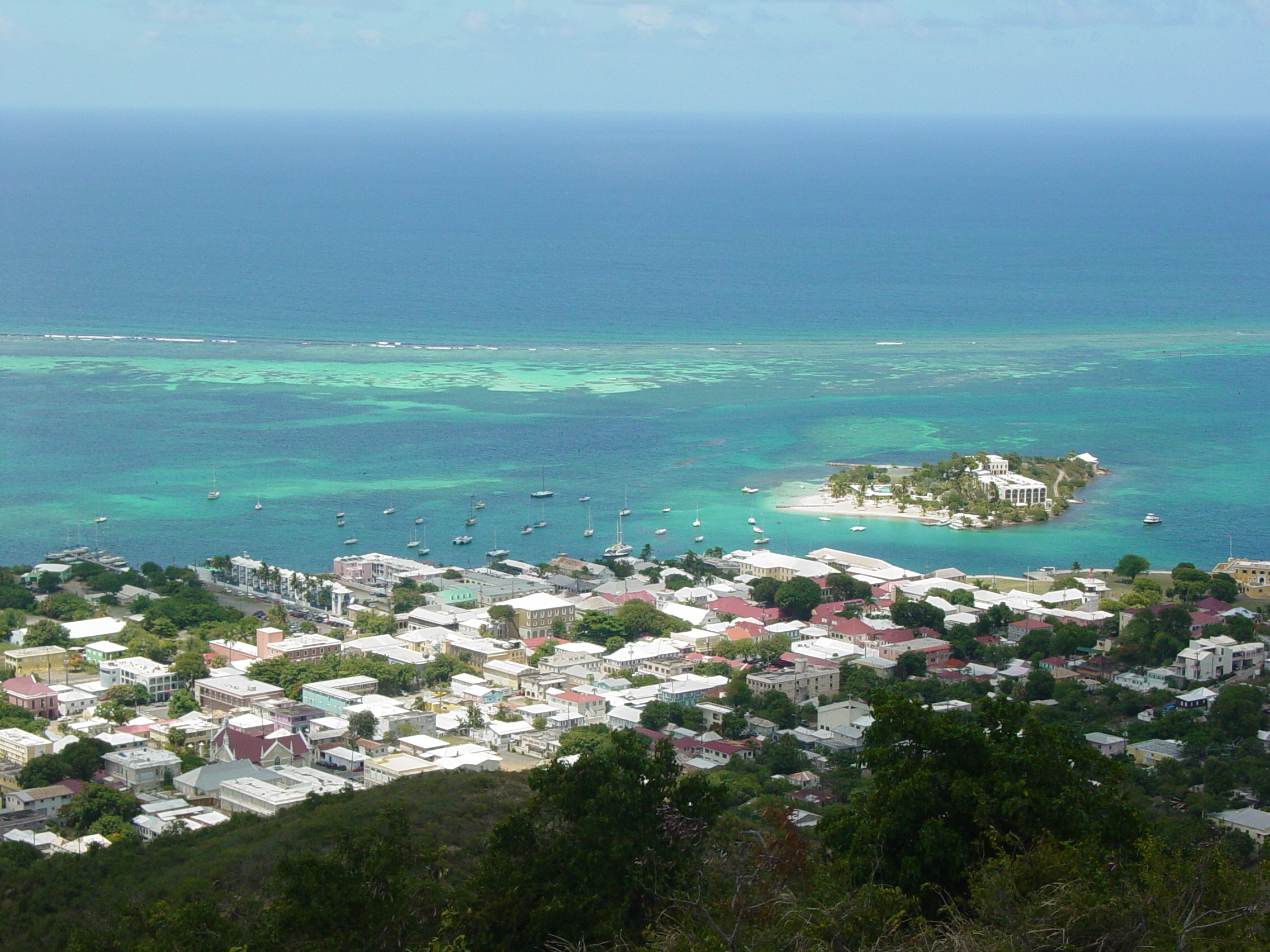
Северная часть города Кристианстед